# Cavalleria rusticana

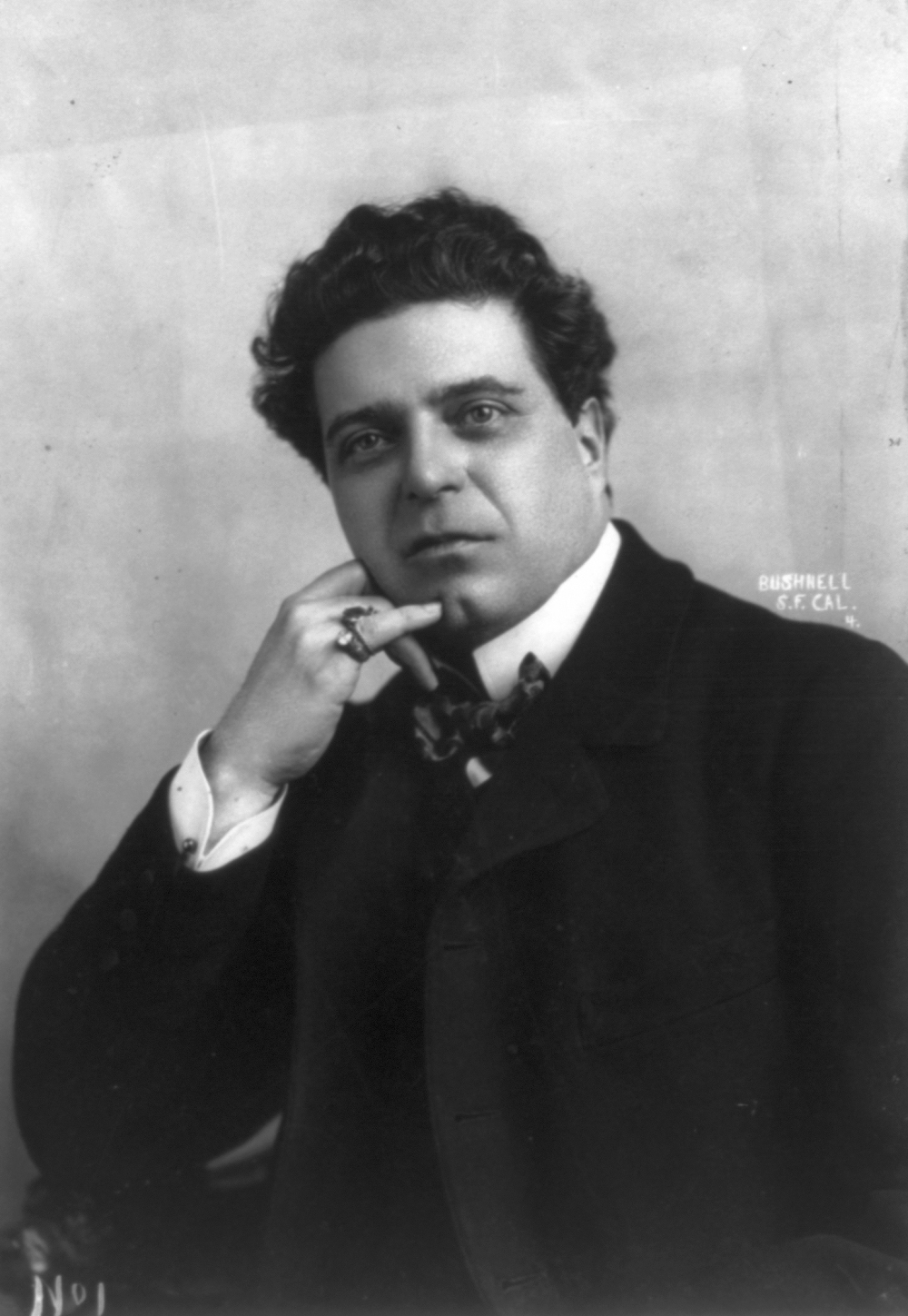
Pietro Mascagni
(1863-1945)

Cavalleria rusticana, operă într-un act, a fost premiată de Editura Muzicală Sonzogno din Milano în anul 1890. Unul din cele mai aplaudate titluri ale curentului verist, „Cavalleria rusticana” justifică prezența sa în repertoriul teatrelor din întreaga lume. Inspirația cu care compozitorul a găsit textul literar, corespondentul muzical, plasticitatea imaginilor și caracterul pasionat al melodiei, tipic italiene, justifică gloria acestui titlu, cu care nu a rivalizat nicio altă creație a lui Pietro Mascagni.
Premiera operei a avut loc la „Teatro Costanzi“ din Roma, în ziua de 17 mai 1890.
Muzica: Pietro Mascagni.
Libretul: Giovanni Targioni-Tozzeti și Guido Menasci, după un roman de Giovanni Verga.

## Acțiunea

### Act unic
La ridicarea cortinei se aude o serenadă („Siciliana”), pe care Turiddu o cântă sub ferestrele Lolei, fosta sa iubită. Aceasta se măritase în timp ce Turiddu era în armată. Pentru a se consola, Turiddu și-a găsit o altă iubită, Santuzza, și a jurat să o ia de nevastă, dar uitându-și promisiunile, s-a întors la Lola. În timp ce țăranii cântă bucuria primăverii, Santuzza cere noutăți despre Turiddu de la mama acestuia. Mai mulți îl văzuseră pe lângă casa Lolei. Întrebat de Santuzza unde și-a petrecut noaptea, Turiddu îi răspunde nepăsător apoi reacționează cu violență. Apariția Lolei o exasperează pe Santuzza și când îl întâlnește pe Alfio, soțul acesteia, îi povestește totul. Alfio jura să se răzbune. După un scurt Intermezzo orchestral, acțiunea se precipită. Abia încheiată petrecerea de Paște, Alfio și Turiddu își adresează cuvinte grele. Un ultim rămas bun al lui Turiddu către Mama Lucia precede înfruntarea dintre cei doi. O femeie aduce tragica veste: Turiddu a fost ucis.